# MDDP
MDDP Michalik Dłuska Dziedzic i Partnerzy Spółka Doradztwa Podatkowego S.A. – polskie przedsiębiorstwo świadczące usługi doradcze w zakresie podatków, prawa, finansów przedsiębiorstwa, outsourcingu księgowości i naliczania wynagrodzeń, a także prowadzące działalność szkoleniową.

## Opis
Spółka działa w Polsce od 2004. Jej założycielami byli partnerzy i menedżerowie z jednej z firm doradczych tzw. wielkiej czwórki.
Na podstawie ankiety przeprowadzonej przez P&K TaxServices MDDP została uznana najszybciej rozwijającą się firmą w branży w 2006. W ciągu pierwszych czterech lat działalności zatrudnienie wzrosło do 100 osób. W rankingu firm doradztwa podatkowego opublikowanego w czerwcu 2016 przez „Rzeczpospolitą” według przychodów osiągniętych w 2015 MDDP uplasowała się na 5. miejscu w Polsce wśród 52 firm uwzględnionych w zestawieniu, utrzymując pozycję z roku poprzedniego. Obecnie zatrudnia ponad 250 osób w biurach w Warszawie i Katowicach.

## Usługi
- Doradztwo Podatkowe (od 2004) – doradztwo w zakresie podatku VAT, cła i akcyzy, podatków dochodowych, cen transferowych, podatków międzynarodowych, podatków lokalnych oraz postępowań podatkowych i sądowych[5].
- Outsourcing (2008) – świadczy usługi w zakresie obsługi funkcji księgowych oraz kadrowo-płacowych, wykorzystują nowoczesne systemy i technologie[6].
- Platforma Wiedzy – oferuje szkolenia i warsztaty w zakresie podatków; prelegenci dzielą się swoją wiedzą w zakresie VAT, cła i akcyzy, podatków dochodowych, cen transferowych, podatków międzynarodowych, podatków lokalnych oraz postępowań podatkowych i sądowych[7].
- Corporate Finance – zespół Corporate Finance zajmuje się wsparciem finansowym, m.in. poprzez: przeprowadzanie przeglądów due diligence, przygotowanie sprawozdań finansowych na datę zamknięcia transakcji, rekalkulację cen nabycia, przygotowanie modeli finansowych czy analizę procedur kontroli wewnętrznej[8].

## Nagrody i wyróżnienia
W 2017 uzyskała po raz kolejny nominację do nagrody najlepszej firmy doradztwa podatkowego w Polsce, a także najlepszej firmy doradczej w zakresie cen transferowych w Polsce przyznawanej przez dziennikarzy magazynu „International Tax Review”.
| 2013 | Ranking European Tax Awards 2013                                  | Najlepsza Firma Doradztwa Podatkowego w Polsce                         |
|      | Ranking European Tax Awards 2013                                  | Najlepsza Firma Doradcza w zakresie Cen Transferowych w Polsce         |
| 2012 | VI Ranking Firm Doradztwa Podatkowego „Rzeczpospolitej”           | V miejsce w kategorii Największa Firma                                 |
|      | International Tax Review 2012                                     | Najlepsza Firma Doradcza w zakresie Cen Transferowych w Polsce         |
|      | VI Ranking Firm i Doradców Podatkowych „Dziennika Gazety Prawnej” | II miejsce w kategorii Najlepsza Firma Doradztwa Podatkowego           |
|      | VI Ranking Firm i Doradców Podatkowych Dziennika Gazety Prawnej   | II miejsce w kategorii Najskuteczniejsza Firma Doradztwa Podatkowego   |
| 2011 | V Ranking Firm Doradztwa Podatkowego „Rzeczpospolitej”            | V miejsce w kategorii Największa Firma                                 |
|      | V Ranking Firm i Doradców Podatkowych Dziennika Gazety Prawnej    | Najskuteczniejsza Firma Podatkowa w Polsce                             |
|      | V Ranking Firm i Doradców Podatkowych Dziennika Gazety Prawnej    | II miejsce w kategorii Najlepsza Firma Doradztwa Podatkowego w Polsce  |
| 2010 | IV Ranking Firm Doradztwa Podatkowego „Rzeczpospolitej”           | V miejsce w kategorii Najlepszej Firmy Doradztwa Podatkowego w Polsce  |
|      | Ranking Kancelarii Prawnych „Rzeczposolitej”                      | Lider usług prawniczych w dziedzinie prawo podatkowe                   |
|      | IV Ranking Firm i Doradców Podatkowych Dziennika Gazety Prawnej   | Najskuteczniejsza Firma Podatkowa w Polsce                             |
|      | IV Ranking Firm i Doradców Podatkowych Dziennika Gazety Prawnej   | III miejsce w kategorii Najlepsza Firma Doradztwa Podatkowego w Polsce |
| 2009 | Ranking Kancelarii Prawniczych FORBES                             | Najlepsza kancelaria w zakresie podatków                               |
|      | III Ranking Firm Doradztwa Podatkowego „Rzeczpospolitej”          | V miejsce w kategorii Najlepszej Firmy Doradztwa Podatkowego w Polsce  |
|      | Ranking Kancelarii Prawnych „Rzeczposolitej”                      | Lider usług prawniczych w dziedzinie prawo podatkowe                   |
|      | III Ranking Firm i Doradców Podatkowych Dziennika Gazety Prawnej  | V miejsce w kategorii Najlepsza Firma Doradztwa Podatkowego w Polsce   |
| 2008 | Ranking Kancelarii Prawnych „Rzeczposolitej”                      | Lider usług prawniczych w dziedzinie prawo podatkowe                   |
|      | II Ranking Firm Doradztwa Podatkowego „Rzeczpospolitej”           | V miejsce w kategorii Najlepszej Firmy Doradztwa Podatkowego w Polsce  |
|      | Ranking Chambers Europe 2008                                      | w pierwszej grupie wiodących firm doradczych w Polsce                  |
|      | International Tax Review – European Tax Awards 2008               | Najlepsza Firma Doradcza w zakresie Cen Transferowych w Polsce         |
|      | II Ranking Firm i Doradców Podatkowych „Dziennika Gazety Prawnej” | VI miejsce w kategorii Najlepsza Firma Doradztwa Podatkowego w Polsce  |
| 2007 | I Ranking Firm Doradztwa Podatkowego „Rzeczpospolitej”            | Najdynamiczniej rozwijająca się Firma Doradztwa Podatkowego w Polsce   |
|      | I Ranking Firm Doradztwa Podatkowego „Rzeczpospolitej”            | IV miejsce w kategorii Najlepszej Firmy Doradztwa Podatkowego w Polsce |
|      | Practical Law Company                                             | Wiodąca firma na polskim rynku usług doradztwa podatkowego             |
|      | I Ranking Firm i Doradców Podatkowych „Dziennika Gazety Prawnej”  | III miejsce w kategorii Najlepsza Firma Doradztwa Podatkowego w Polsce |
| 2006 | International Tax Review – European Tax Awards 2006               | Najlepsza Firma Doradcza w zakresie Cen Transferowych w Polsce         |

W rankingach wyróżniani są także pracownicy spółki.